# Raimundo Tupper
Raimundo Tupper Lyon (Santiago, 7 de fevereiro de 1969 - San José, 20 de julho de 1995) foi um destacado jogador de futebol chileno, selecionado em seu país e identificado com a Universidad Católica, clube onde é considerado um de seus ídolos e no qual um complexo esportivo leva seu nome.
Defendendo a camisa da Universidad Católica, Tupper disputou a final da Copa Libertadores da América de 1993 e conquistou a Copa Interamericana de 1994, entre outros títulos.
Com a seleção chilena disputou a Copa do Mundo FIFA Sub-20 de 1987. A nivel adulto fue convocado en siete oportunidades y anotó un gol.
Apesar de sua morte prematura em 20 de julho de 1995, devido à depressão endógena contra a qual lutou, sua figura transcendeu o campo esportivo depois que se soube que era adversário da ditadura de Augusto Pinochet. Numa reunião entre dirigentes de clubes e jogadores, em que se pretendia influenciar o voto dos atletas, “Mumo”, como foi apelidado, disse que não votaria a favor de Pinochet porque ele estava “do outro lado”.

## Títulos

### Copas nacionais
| Título             | Equipe               | País  | Ano  |
| ------------------ | -------------------- | ----- | ---- |
| Campeonato Chileno | Universidad Católica | Chile | 1987 |
| Copa Chile         | Universidad Católica | Chile | 1991 |

### Copas internacionais
| Título              | Equipe               | País  | Ano  |
| ------------------- | -------------------- | ----- | ---- |
| Copa Interamericana | Universidad Católica | Chile | 1994 |